# Ubli, Cetinje
Ubli este un sat din comuna Cetinje, Muntenegru. Conform datelor de la recensământul din 2003, localitatea are 40 de locuitori (la recensământul din 1991 erau 61 de locuitori).

## Demografie
În satul Ubli locuiesc 39 de persoane adulte, iar vârsta medie a populației este de 56,5 de ani (51,1 la bărbați și 63,8 la femei). În localitate sunt 19 gospodării, iar numărul mediu de membri în gospodărie este de 2,11.
|  |

| Demografie | Demografie | Demografie |
| An         | Locuitori  | Locuitori  |
| ---------- | ---------- | ---------- |
|            |            |            |
|            |            |            |
|            |            |            |
|            |            |            |
| 1948       | 372        |            |
| 1953       | 410        |            |
| 1961       | 359        |            |
| 1971       | 273        |            |
| 1981       | 138        |            |
| 1991       | 61         | 61         |
| 2003       | 40         | 40         |

| \| Componența etnică conform recensământului din 2003[2] \| Componența etnică conform recensământului din 2003[2] \| Componența etnică conform recensământului din 2003[2] \| Componența etnică conform recensământului din 2003[2] \| Componența etnică conform recensământului din 2003[2] \| \| ----------------------------------------------------- \| ----------------------------------------------------- \| ----------------------------------------------------- \| ----------------------------------------------------- \| ----------------------------------------------------- \| \| \| \| \| \| \| \| Muntenegreni \| Muntenegreni \| \| 38 \| 95% \| \| Sârbi \| Sârbi \| \| 1 \| 2,5% \| \| necunoscută \| necunoscută \| \| 0 \| 0% \| |              |  |    |      |
| Componența etnică conform recensământului din 2003 |              |  |    |      |
| |              |  |    |      |
| Muntenegreni | Muntenegreni |  | 38 | 95%  |
| Sârbi | Sârbi        |  | 1  | 2,5% |
| necunoscută | necunoscută  |  | 0  | 0%   |